# Българско ентомологично дружество
Българско ентомологично дружество – под това име са съществували последователно три организации, имали за цел да популяризират и насърчават българските изследвания в областта на ентомологията.

## История

### Предистория
По време на турското владичество не е имало български ентомолози. Проучванията на насекомите по нашите земи са се извършвали от чуждестранни учени като Имре Фривалдски, Йозеф Хаберхауер (Josef Haberhauer) и Меркъл.
В първото десетилетие след Освобождението ентомологичните изследванията в укрепващата Българска държава все още се правят от чужденци – Огюст Форел, Виктор Апфелбек (Viktor Apfelbeck), Франтишек Клапалек (František Klapálek) и др.
Около 1890 г. се появяват първите български ентомолози – проф. Порфирий Бахметиев, учителите Н. Недялков, Христо Пигулев, В. Ковачев и агрономът К. Малков. Те са получили образование в чужбина, но са се върнали в родината си, за да положат основите на българската ентомологична наука.
Пигулев се е изучил в Германия, където има развита система от дружества. У него съзрява идеята за учредяването на подобно дружество и в България и в писмо до П. Бахметиев от 1898 г. Христо Пигулев ясно заявява намерението си да основе Българско ентомологично дружество.

### 1899 – 1900
На 8 януари 1899 г. сливенският учител Христо Пигулев изпраща за одобрение от министъра на народното просвещение устава на учреденото от него Българско ентомологично дружество „Светулка“. Уставът е приет на 19 януари, а през февруари започва да излиза списание „Светулка“, издавано от дружеството. Пълното име на списанието е „Светулка, орган на Българското ентомологично дружество, месечно списание“. Единственият друг ентомолог в Сливен по това време е Йозеф Хаберхауер.
Още в уводната статия на списанието обаче Пигулев посочва материалните трудности, с които се сблъсква. Това, както и последвалото боледуване на Пигулев, слагат край на списанието през 1900 г. след излизането на едва 6 броя. С това приключва и дейността на първото Българско ентомологично дружество. Пигулев почива през 1902 г., а Хаберхауер през 1907 г., при което не остават ентомолози в Сливен, които да поддържат ентомологичната дейност.

### 1909 – 1951
С годините се увеличава броят на българските ентомолози и през 1909 г. почти всички от тях се намират в София. Това създава условия за възраждане на дружествената дейност. На 6 януари 1909 г. проф. Порфирий Бахметиев събира в дома си ентомолозите Иван Буреш, Александър Дреновски, Делчо Илчев, Димитър Йоакимов, Андрей Маркович, Никола Неделков и заедно основават второто дружество под името Българска ентомологична дружба.
Започват да се провеждат заседания всяка събота, на които се представят научни съобщения и реферати. Протоколи от тези заседания са публикувани в 21 броя на Entomologische Rundschau.
Уставът на дружеството предвиждал създаването на собствени сбирки, библиотека и печатен орган. Поради липсата на средства обаче това не се осъществява и затова се заражда идеята Дружеството да обедини дейността си с някое друго такова, което разполага с помещения и списание. За такова приемно дружество е избрано Българското природоизпитателно дружество и през 1912 г. Българското ентомологично дружество е обявено за негова Ентомологична секция. Но по това време приемното дружество е в упадък и ентомолозите са тези, които го възраждат и стават най-активните му членове. Годишните отчети се публикуват в „Трудове на Българското природоизпитателно дружество“.
През 1914 г. дружеството е укрепнало финансово и става отново самостоятелно под името Българско ентомологично дружество. Отчетите му от периода 1915 – 1920 г. се публикуват в списание „Естествознание и география“.
През 1924 г. дружеството започва да публикува свое собствено списание – „Известия на Българското ентомологично дружество“. Това става с помощта на председателя на дружеството – Георги Георгов. Той дарява 25 000 лева, с лихвите от които да се финансира издаването на списанието. Финансова помощ оказват и Министерството на земеделието и държавните имоти и Министерството на народното просвещение. Излизат общо 12 тома от списанието (1924 – 1942).
След бомбардировките на София през 1944 г. дружеството прекратява дейността си. На заседание през 1946 г. се прави оценка на състоянието на дружеството – архивът е унищожен, както и голяма част от библиотеката; няма помещения за заседания. През 1951 г. Софийският околийски съд официално закрива Българското ентомологично дружество.

### От 80-те години на XX век
По инициатива на д-р Георги Цанков през 80-те години отново се създава Ентомологична секция към Българското природоизпитателно дружество. През октомври 1991 е проведена Първата национална конференция по ентомология. На нея са взети важни решения – дружеството да стане самостоятелно, да се провеждат конференции на всеки две години и да се възобнови издателската дейност на дружеството. Така през 1992 наново е регистрирано Българско ентомологично дружество, a през 1995 започва да издава списанието Acta entomologica bulgarica.
Последното публикувано издание на Acta entomologica bulgarica е през 2013 г. Не е ясна съдбата на дружеството.